# Isabelle Gélinas
Isabelle Gélinas (Montreal, 13 oktober 1963) is een Frans-Canadese actrice.

## Biografie
Isabelle Gélinas begon haar acteeropleiding aan het Cours Florent, alvorens toegelaten te worden aan het Conservatoire national supérieur d'art dramatique, waar ze de leerling was van Pierre Vial, Daniel Mesguich en vooral van Michel Bouquet. Haar eerste stappen in de acteerwereld waren echter niet zonder moeilijkheden. Vaak "te jong" of integendeel "te volwassen" en "niet modern genoeg" geacht, heeft ze moeten zwoegen om haar plek te bemachtigen in de acteerwereld. Het eerste deel van haar carrière (1982-1986) speelde zich voornamelijk af in het theater: ze vertolkte er een klassiek repertoire, waaronder verschillende stukken van Molière, in een regie van Jean Davy.
In 1986 speelde ze mee in de kortfilm van Yves Thomas, Triple sec, waar ze kennis maakte met Suzanne Flon en André Dussollier, die haar de deuren van de cinema openden. 1988 was een echt wenteljaar in haar carrière, ze kreeg andere mogelijkheden aangeboden, waardoor ze verschillende facetten van haar dramaturgische capaciteiten kon laten zien. Ook al bleef ze trouw aan het theater, ze prijkte op de affiche van de film Suivez cet avion, een komedie, aan de zijde van Lambert Wilson, vervolgens speelde ze samen met Philippe Noiret in het historisch drama Chouans !. Tegelijkertijd begon ze ook aan een televisiecarrière, ze figureerde in titelrollen van verscheidene televisiefilms, de meesten geregisseerd door Caroline Huppert.
Vanaf de jaren negentig speelde ze in talrijke films, waaronder in drie succesvolle films, weliswaar in een bijrol: Didier uit 1997 met Jean-Pierre Bacri en Alain Chabat, Paparazzi uit 1997 met Vincent Lindon et Patrick Timsit, en (G)rève Party uit 1998 van Fabien Onteniente. Op het kleine scherm speelde ze in verscheidene televisiefilms van uiteenlopende genres. Ze verliet even de theaterwereld, maar in 1993 keerde ze terug op het podium met Les Libertins, alvorens zich opnieuw toe te leggen op het klassieke repertoire: Le Marchand de Venise (1994-1995) en Le Triomphe de l'amour (1996-1997).
Vanaf 2000 was ze zowel actief in de theaterwereld als in de cinema en op televisie. Ze speelde in humoristische producties. In 2007 kreeg ze een van de hoofdrollen in de komische serie Fais pas ci, fais pas ça. Ze vertolkte er de rol van Valérie Bouley, moeder van een samengesteld gezin, die samen met haar man Denis Bouley (Bruno Salomone) een liberale opvoeding voor hun kinderen verkiezen. Dit gebeurt echter niet zonder slag of stoot. Deze rol leverde haar de prijs voor beste komische actrice op op het Festival de télévision de Monte-Carlo in juni 2008.
Voor haar vertolkingen in het theater werd Gélinas twee keer genomineerd voor een Molière op het theaterfestival Nuit des Molières. Dit gebeurde in 2004 en 2007.

## Geselecteerde filmografie

### Film
- 1986 : Triple sec (kortfilm) van Yves Thomas
- 1988 : Suivez cet avion van Patrice Ambard
- 1988 : Chouans ! van Philippe de Broca
- 1989 : Mado, poste restante van Alexandre Adabachian
- 1992 : Bilan provisoire van Peter Kassovitz
- 1992 : Louis, enfant roi van Roger Planchon
- 1993 : Regarde-moi quand je te quitte van Philippe de Broca
- 1993 : À l'heure où les grands fauves vont boire van Pierre Jolivet
- 1993 : Drôles d'oiseaux van Peter Kassovitz
- 1996 : Didier van Alain Chabat
- 1998 : Paparazzi van Alain Berbérian
- 1998 : (G)rève party van Fabien Onteniente
- 1999 : Tout baigne ! van Eric Civanyan
- 2000 : Les gens en maillot de bain ne sont pas (forcément) superficiels van Eric Assous
- 2003 : Ne quittez pas ! van Arthur Joffé
- 2005 : Cherche fiancé tous frais payés van Aline Issermann
- 2008 : Ça se soigne ? van Laurent Chouchan
- 2010 : La Rafle van Roselyne Bosch

### Televisie
- 2004 : Les Cordiers, juge et flic van Bertrand Van Effenterre
- 2005 : Confession d'un menteur, la nouvelle vie de Romain van Didier Grousset
- 2005 : Le Piège du Père Noël van Christian Faure
- 2005 : Frappes interdites van Bertrand Malaterre
- 2007 : Fais pas ci, fais pas ça van Anne Giaffieri en Thierry Bizot

## Prijzen & Nominaties
- 1990 : Nominatie voor Beste vrouwelijk jong talent op de Césars voor Suivez cet avion.
- 2004 : Nominatie voor Molière de la comédienne tijdens de Nuit des Molières voor L'amour est enfant de salaud.
- 2007 : Nominatie voor Molière de la comédienne tijdens de Nuit des Molières voor Le Jardin.
- 2008 : Nymphe d'Or voor Beste komische actrice op het 48ste Festival de télévision de Monte-Carlo voor Fais pas ci, fais pas ça.
- 2010 : Nominatie voor Molière de la comédienne tijdens de Nuit des Molières voor L'Illusion conjugale.